# Sarcostemma daltonii
Sarcostemma daltonii är en oleanderväxtart som beskrevs av Joseph Decaisne. Sarcostemma daltonii ingår i släktet Sarcostemma och familjen oleanderväxter. Inga underarter finns listade i Catalogue of Life.